# Nemanja Radoja
Nemanja Radoja (en serbe en écriture cyrillique : Немања Радоја), est un footballeur international serbe, né le 6 février 1993 à Novi Sad en Yougoslavie. Il évolue au poste de milieu défensif au Sporting de Kansas City en MLS.

## Biographie

### En club
En août 2014, il rejoint le Celta Vigo pour cinq années.
Le 26 octobre 2022, il s'engage en faveur du Sporting de Kansas City, franchise de Major League Soccer. Il dispute sa première rencontre avec Kansas City le 11 mars 2023, entrant en jeu face au Galaxy de Los Angeles (0-0).

### En sélection
Nemanja Radoja participe au championnat d'Europe des moins de 19 ans 2012 avec l'équipe de Serbie.

## Palmarès
Vojvodina Novi Sad
- Vainqueur de la Coupe de Serbie en 2014.